# Пам'ятник Примакову (Київ)
Пам'ятник-бюст Примакову — колишній монумент в Києві, встановлений на честь радянського військового діяча, організатора та керівника загонів Червоного козацтва під час радянсько-української війни, комкора Віталія Примакова. Демонтований 21 травня 2016 року.

## Історія
Був встановлений в 1970 недалеко від Моста Патона на перехресті головної та поперечної алей Наводницького парку, був повернутий до Набережного шосе (Печерський район Києва).
Демонтований 21 травня 2016 року.

## Опис
Автори — скульптор Флоріан Коцюбинський, архітектор Ісроель Шмульсон.
Висота погруддя була — 0,6 м, п'єдесталу — 3,5 м.
Бронзовий бюст В. Примакова був встановлений на триступінчатому постаменті з необробленого сірого граніту. У правій верхній частині лицьового боку постаменту на частково відполірованій поверхні існував напис накладними бронзовими літерами — ім'я і дати життя діяча.
Скульптурний портрет воєначальника відтворював зовнішні риси і вольовий характер, підкреслений енергійним поворотом голови вправо, що разом з деталями одягу (смушкова шапка на потилиці, башлик, що лежить на плечах) та низьким зрізом плечей, що виступали над постаментом, надавали образу емоційно-романтичний характер. Виразності пам'ятника сприяло зіставлення реалістичної пластики портрету та необробленої поверхні постаменту.